# لوگران
لوگران (به فرانسوی: Legrand) گروه صنعتی فرانسوی است، که دفتر مرکزی آن از آغاز تاکنون در شهر لیموژ در منطقه لیموزین مستقر بوده‌است. این شرکت از نظر میزان فروش، به‌عنوان بزرگترین تولیدکنندهٔ محصولات و سامانه‌های تأسیسات برق و شبکه‌های اطلاعاتی در جهان شناخته می‌شود.
در سال ۲۰۱۱ شرکت لوگران بزرگترین تولیدکنندهٔ کلید و پریز برق بوده، که ۲۰٪ از فروش این بازار را در سطح جهانی به خود اختصاص داده است. این شرکت ۷۵٪ از گردش مالی خود را از بخش فروش بین‌المللی محصولات کسب می‌کند.
شرکت لوگران اکنون بیش از ۲۹ هزار کارمند در اختیار دارد، که در ۲۷ کشور جهان فعالیت می‌کنند. بخشی از سهام این شرکت در بازار بورس یورونکست پاریس معامله می‌شود و جزئی از شاخص کاک ۴۰ به‌شمار می‌آید.